# Chapelle Saint-Philippe-Néri de Nice
La chapelle Saint-Philippe-Néri, aussi appelée église Saint-Philippe, est une chapelle catholique située à Nice, en France.

## Localisation
La chapelle est située au no 40, avenue d'Estienne d'Orves, à Nice, dans le département français des Alpes-Maritimes.

## Historique
La Chapelle Saint-Philippe Néri, elle a été terminée en 1612, comme on peut le lire sur le fronton. Elle a été construite par un riche Niçois, Ponce Ceva, à qui l’on doit également l’installation à Nice du premier collège des Jésuites en 1607.  
L'édifice est inscrit au titre des monuments historiques le 27 novembre 1964.